# Михайловское сельское поселение (Новохопёрский район)
Михайловское се́льское поселе́ние — муниципальное образование в Новохопёрском районе Воронежской области Российской Федерации.
Административный центр — посёлок Михайловский.

## География
Расположение: на юго-восточной окраине Окско-Донской равнины, в речной долине реки Татарки (приток Савалы-Хопра-Дона
Поблизости: Владимировка (5 км), Синичкин (5 км), Централь (7 км), Полежаевский (8 км), Карачановский (8 км), Камышановский (9 км), Аверинка (11 км), Щепетное (11 км), Желтые Пруды (11 км), Солонцов (12 км), Бурляевка (12 км), Банное (16 км), Троицкий (16 км), Украинский (17 км), Некрыловский (18 км).
Общая протяженность границы Михайловского сельского поселения — 49242 метра.

## История
Законом Воронежской области от 25 ноября 2011 года № 161-ОЗ, преобразованы, путём объединения:
- Михайловское сельское поселение и Полежаевское сельское поселение — в Михайловское сельское поселение с административным центром в посёлке Михайловский.

## Население
| 2010 | 2012  | 2013  | 2014 | 2015 | 2016 | 2017 |
| ---- | ----- | ----- | ---- | ---- | ---- | ---- |
| 570  | ↗1032 | ↘1025 | ↘989 | ↘957 | ↘934 | ↘910 |
| 2018 |       |       |      |      |      |      |
| ↘887 |       |       |      |      |      |      |

## Состав сельского поселения
| № | Населённый пункт | Тип населённого пункта          | Население |
| - | ---------------- | ------------------------------- | --------- |
| 1 | Михайловский     | посёлок, административный центр | 435       |
| 2 | Пионерский       | посёлок                         | 135       |
| 3 | Полежаевский     | посёлок                         | 444       |
| 4 | Синичкин         | посёлок                         | 10        |
| 5 | Солонцов         | посёлок                         | 29        |